# Valov
Valov je malá vesnice, část města Podbořany v okrese Louny. Nachází se asi 3 km na jih od Podbořan. V roce 2011 zde trvale žilo 29 obyvatel.
Valov je také název katastrálního území o rozloze 2,54 km².

## Historie
První písemná zmínka o vesnici pochází z roku 1574.

## Obyvatelstvo
Při sčítání lidu v roce 1921 zde žilo 119 obyvatel (z toho 56 mužů), z nichž bylo šest Čechoslováků a 113 Němců. Všichni se hlásili k římskokatolické církvi. Podle sčítání lidu z roku 1930 měla vesnice 105 obyvatel: jednoho Čechoslováka a 104 Němců. I tentokrát všichni byli římskými katolíky.
|                                                                          | 1869 | 1880 | 1890 | 1900 | 1910 | 1921 | 1930 | 1950 | 1961 | 1970 | 1980 | 1991 | 2001 | 2011 |
| ------------------------------------------------------------------------ | ---- | ---- | ---- | ---- | ---- | ---- | ---- | ---- | ---- | ---- | ---- | ---- | ---- | ---- |
| Obyvatelé                                                                | 75   | 88   | 104  | 94   | 84   | 119  | 105  | 45   | 47   | 38   | 42   | 39   | 39   | 29   |
| Domy                                                                     | 10   | 12   | 17   | 18   | 17   | 18   | 17   | 23   | .    | 13   | 14   | 14   | 16   | 15   |
| Počet domů z roku 1961 je zahrnut v celkovém počtu domů města Podbořany. |      |      |      |      |      |      |      |      |      |      |      |      |      |      |

## Pamětihodnosti
- Kaple z 19. století
- Venkovská usedlost čp. 4

## Osobnosti
- Gallus von Hochberger